# 大木戸村
大木戸村（おおきどむら）は福島県伊達郡にあった村。現在の国見町北東部にあたる。

## 地理
- 山：厚樫山

## 歴史
- 1889年（明治22年）4月1日 - 町村制の施行により、大木戸村、高城村、光明寺村、貝田村の区域をもって発足。
- 1954年（昭和29年）3月31日 - 藤田町・小坂村・森江野村・大枝村と合併し、国見町が発足。同日大木戸村廃止。

## 交通

### 鉄道路線
- 日本国有鉄道
  - 東北本線
    - 貝田駅

現在は旧村域を東北新幹線が通過するが、当時は未開業。

### 道路
- 国道4号（奥州街道）

現在は旧村域に東北自動車道の国見サービスエリアが所在するが、当時は未開通。